# Lis (Échez)
Der Lis (manchmal auch Lys geschrieben) ist ein Fluss in Frankreich, der in den Regionen Nouvelle-Aquitaine und Okzitanien verläuft. Er entspringt unter dem Namen Lis Daban im Gemeindegebiet von Ger, entwässert generell Richtung Nordost bis Nord und mündet nach rund 29 Kilometern im Gemeindegebiet von Larreule als linker Nebenfluss in den Échez. Auf seinem Weg durchquert der Lis die Départements Pyrénées-Atlantiques und Hautes-Pyrénées.

## Orte am Fluss
(Reihenfolge in Fließrichtung)
- Ger
- Oroix
- Montaner
- Sanous
- Caixon
- Larreule